# پیانوی بزرگ (فیلم)
پیانوی بزرگ (انگلیسی: Grand Piano) فیلمی مهیج محصول اسپانیا است که در سال ۲۰۱۳ منتشر شد. از بازیگران آن می‌توان به آلن لیچ، دی والاس، الیجاه وود و جان کیوساک اشاره کرد.